# Vellexon-Queutrey-et-Vaudey
Vellexon-Queutrey-et-Vaudey est une commune française située dans le département de la Haute-Saône, la région culturelle et historique de Franche-Comté et la région administrative Bourgogne-Franche-Comté. Ses habitants se nomment les Vellexonnais et les Vellexonnaises.

## Géographie
Vaudey est à 2,5 kilomètres de Saint-Gand.

### Communes limitrophes
| Membrey | Recologne, Ferrières-lès-Ray | Ray-sur-Saône                              |
| Seveux  | Vellexon-Queutrey-et-Vaudey  | Soing-Cubry-Charentenay Fresne-Saint-Mamès |
|         | Saint-Gand                   |                                            |

### Hydrographie
La commune est bordée au nord par la Saône et traversée par la Romaine, son affluent rive gauche, qui la rejoint au niveau de Queutrey.

### Climat
Pour des articles plus généraux, voir Climat de la Bourgogne-Franche-Comté et Climat de la Haute-Saône.
En 2010, le climat de la commune est de type climat des marges montargnardes, selon une étude du Centre national de la recherche scientifique s'appuyant sur une série de données couvrant la période 1971-2000. En 2020, Météo-France publie une typologie des climats de la France métropolitaine dans laquelle la commune est exposée à un climat semi-continental et est dans la région climatique  Lorraine, plateau de Langres, Morvan, caractérisée par un hiver rude (1,5 °C), des vents modérés et des brouillards fréquents en automne et hiver. 
Pour la période 1971-2000, la température annuelle moyenne est de 10,1 °C, avec une amplitude thermique annuelle de 17,4 °C. Le cumul annuel moyen de précipitations est de 945 mm, avec 12,8 jours de précipitations en janvier et 9,2 jours en juillet. Pour la période 1991-2020, la température moyenne annuelle observée sur la station météorologique de Météo-France la plus proche, « Bucey-lès-Gy », sur la commune de Bucey-lès-Gy à 16 km à vol d'oiseau, est de 11,6 °C et le cumul annuel moyen de précipitations est de 1 032,6 mm. 
La température maximale relevée sur cette station est de 41,5 °C, atteinte le 8 août 2003 ; la température minimale est de −23 °C, atteinte le 2 janvier 1971,,. 
Les paramètres climatiques de la commune ont été estimés pour le milieu du siècle (2041-2070) selon différents scénarios d'émission de gaz à effet de serre à partir des nouvelles projections climatiques de référence DRIAS-2020. Ils sont consultables sur un site dédié publié par Météo-France en novembre 2022.

## Urbanisme

### Typologie
Au 1er janvier 2024, Vellexon-Queutrey-et-Vaudey est catégorisée commune rurale à habitat dispersé, selon la nouvelle grille communale de densité à sept niveaux définie par l'Insee en 2022.
Elle est située hors unité urbaine et hors attraction des villes,.

### Occupation des sols
L'occupation des sols de la commune, telle qu'elle ressort de la base de données européenne d’occupation biophysique des sols Corine Land Cover (CLC), est marquée par l'importance des territoires agricoles (63,9 % en 2018), une proportion sensiblement équivalente à celle de 1990 (64,1 %). La répartition détaillée en 2018 est la suivante : 
terres arables (41,1 %), forêts (32 %), prairies (17,6 %), zones agricoles hétérogènes (5,3 %), zones urbanisées (2,3 %), milieux à végétation arbustive et/ou herbacée (1,5 %), eaux continentales (0,3 %). L'évolution de l’occupation des sols de la commune et de ses infrastructures peut être observée sur les différentes représentations cartographiques du territoire : la carte de Cassini (XVIIIe siècle), la carte d'état-major (1820-1866) et les cartes ou photos aériennes de l'IGN pour la période actuelle (1950 à aujourd'hui).

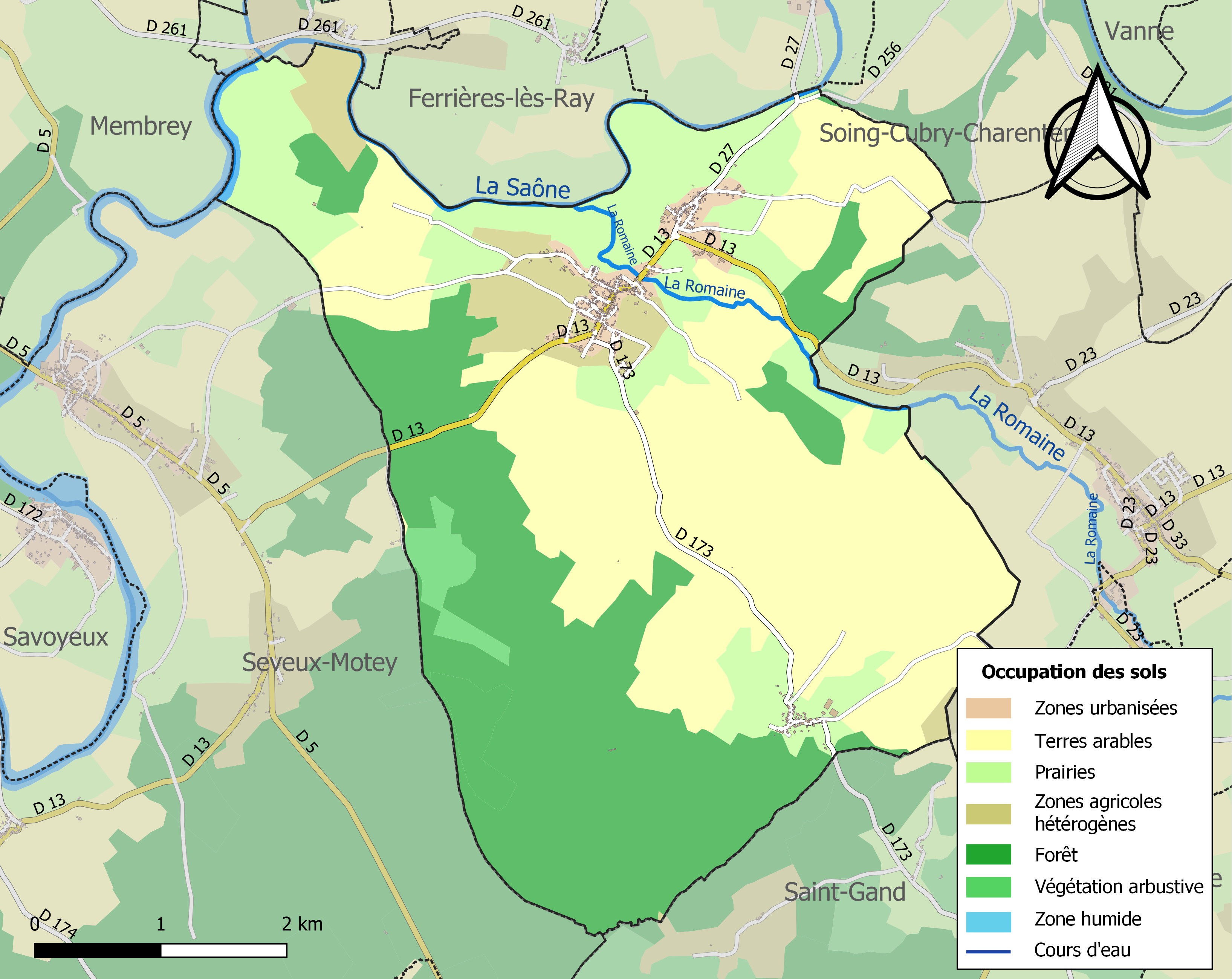
Carte des infrastructures et de l'occupation des sols de la commune en 2018 (CLC).

## Histoire
L'ancien château médiéval de Vellexon fut le théâtre d'un important siège en 1409-1410, opposant la seigneurie d'Oricourt aux troupes du duc de Bourgogne Jean sans peur.

### Siège de 1409
Thiébaut II, sire de Blâmont reçoit de son père, par lettres du 10 août 1409, la seigneurie d'Oricourt en Bourgogne. Il prend immédiatement possession de son fief et occupe aussi les places de Vellexon et de Vaire, qui devaient également revenir à son père en vertu du dernier testament de Jean de Blâmont, son oncle. Mais Guillaume de Vienne, seigneur de Saint-Georges et de Sainte-Croix, prétendant que ces dernières terres lui étaient échues par le décès de Jean de Blâmont, fait appel au duc de Bourgogne Jean sans Peur, qui, donne mission à Jean de Vergy maréchal du duché de conquérir les places en litige.
Le siège de Vellexon débute le 22 septembre 1409 sous la direction de Jean de Vergy. La forteresse, érigée au sommet d'un roc escarpé, est défendue par Huguenin de Darney. Elle offre de grosses difficultés aux assiégeants qui déploient plusieurs bombardes dont certaines fabriquées spécialement pour le siège. Le 22 janvier 1410, les mineurs du maréchal atteignent, en creusant, le sous-sol de la grande tour qui s'écroule ; Jean de Côtebrune monte le premier à la brèche, emporte la muraille démantelée, et à la tête de ses compagnons court ouvrir la poterne dont il rompt les gonds et les verrous.
Le siège a duré quatre mois. Huguenin de Darney est fait prisonnier puis mis à mort à Salins et le château est rasé à partir du 12 février. Le 16 février, Oricourt est repris.
Les communes de Queutrey et de Vaudey furent réunies, par décret, à Vellexon en 1806, formant la commune de Vellexon-Queutey-et-Vaudey. Celle-ci est renommée Vellexon-Queutrey-et-Vaudey en 1969.

### Seconde Guerre mondiale
Durant l’année scolaire 1939-1940, le lycée de Belfort (actuel lycée Condorcet) est évacué vers le château du village de Vellexon, et l’année scolaire se passe là-bas

## Politique et administration

### Rattachements administratifs et électoraux
La commune faisait partie de l'arrondissement de Vesoul du département de la Haute-Saône, en région Bourgogne-Franche-Comté. Pour l'élection des députés, elle dépend de la première circonscription de la Haute-Saône.
Elle faisait partie depuis 1801 du Canton de Fresne-Saint-Mamès. Dans le cadre du redécoupage cantonal de 2014 en France, la commune était rattachée depuis 2015 au canton de Scey-sur-Saône-et-Saint-Albin.

### Intercommunalité
La commune fait partie de la communauté de communes des quatre rivières, intercommunalité créée en 1996.

### Liste des maires

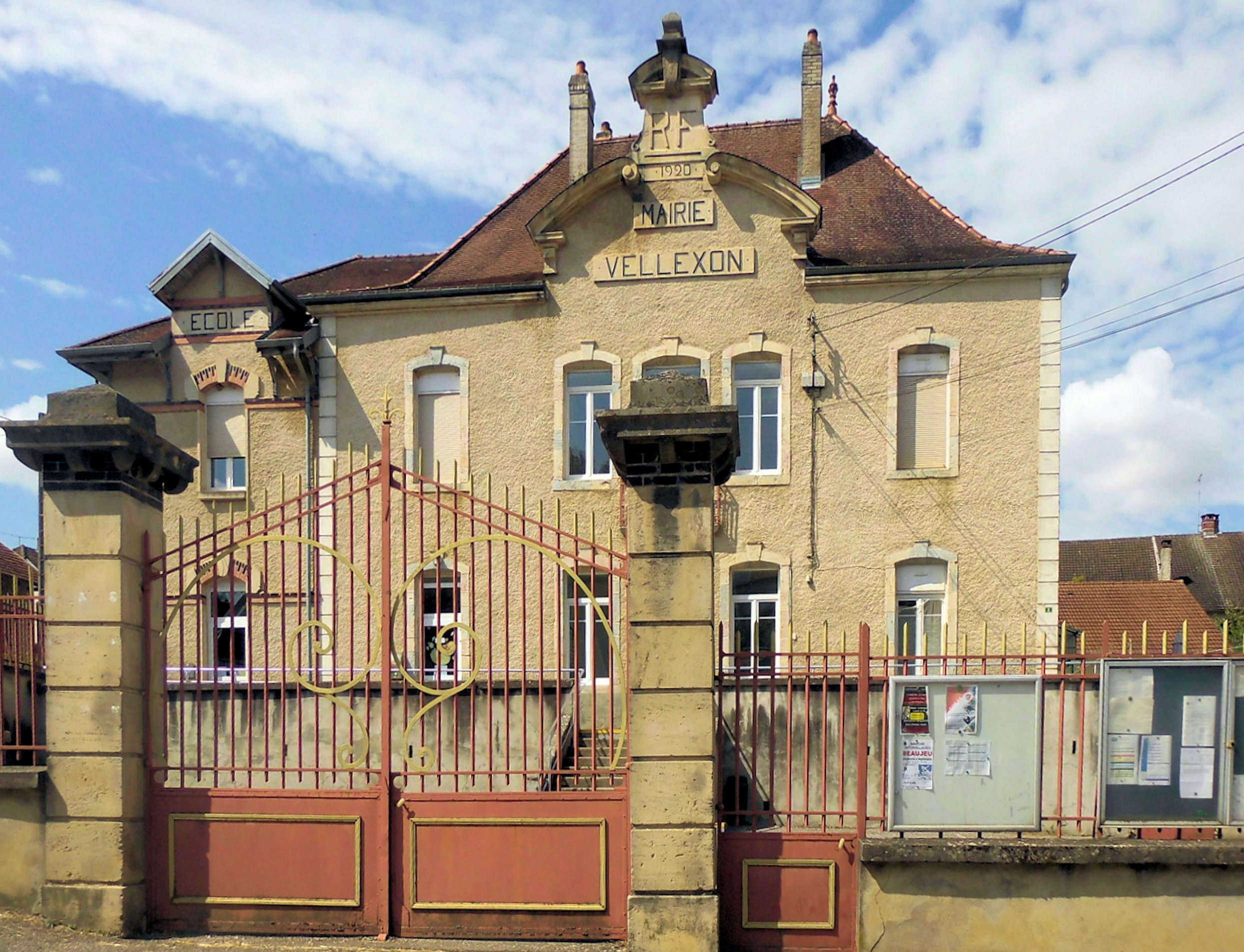
La mairie-école.

| Période                                  | Période                  | Identité       | Étiquette        | Qualité |
| ---------------------------------------- | ------------------------ | -------------- | ---------------- | --- |
| Les données manquantes sont à compléter. |                          |                |                  | |
|                                          | 1995                     | Robert Magnin  | RI puis DVD      | Conseiller général de Fresne-Saint-Mamès (1961 → 1992)                                                                                              |
| juin 1995                                | mars 2020                | Hervé Pulicani | UMP puis DVD     | Directeur de l’école de Vellexon-Vaudey-Queutrey Conseiller départemental de Scey-sur-Saône-et-Saint-Albin (2015 → ) Réélu pour le mandat 2014-2020 |
| mars 2020                                | En cours (au 11/06/2020) | Dylan Demarche | Les Républicains | Etudiant en droit |

## Démographie
L'évolution du nombre d'habitants est connue à travers les recensements de la population effectués dans la commune depuis 1793. Pour les communes de moins de 10 000 habitants, une enquête de recensement portant sur toute la population est réalisée tous les cinq ans, les populations de référence des années intermédiaires étant quant à elles estimées par interpolation ou extrapolation. Pour la commune, le premier recensement exhaustif entrant dans le cadre du nouveau dispositif a été réalisé en 2007.

En 2022, la commune comptait 476 habitants, en évolution de +2,81 % par rapport à 2016 (Haute-Saône : −1,4 %, France hors Mayotte : +2,11 %).
| 1793 | 1800 | 1806 | 1821  | 1831  | 1836  | 1841  | 1846  | 1851  |
| ---- | ---- | ---- | ----- | ----- | ----- | ----- | ----- | ----- |
| 766  | 812  | 833  | 1 163 | 1 265 | 1 286 | 1 294 | 1 338 | 1 447 |

| 1856  | 1861  | 1866  | 1872  | 1876  | 1881  | 1886 | 1891 | 1896 |
| ----- | ----- | ----- | ----- | ----- | ----- | ---- | ---- | ---- |
| 1 352 | 1 434 | 1 216 | 1 162 | 1 127 | 1 021 | 958  | 932  | 833  |

| 1901 | 1906 | 1911 | 1921 | 1926 | 1931 | 1936 | 1946 | 1954 |
| ---- | ---- | ---- | ---- | ---- | ---- | ---- | ---- | ---- |
| 779  | 807  | 779  | 671  | 669  | 662  | 693  | 567  | 624  |

| 1962 | 1968 | 1975 | 1982 | 1990 | 1999 | 2006 | 2007 | 2012 |
| ---- | ---- | ---- | ---- | ---- | ---- | ---- | ---- | ---- |
| 618  | 629  | 534  | 503  | 519  | 491  | 502  | 504  | 483  |

| 2017 | 2022 | - | - | - | - | - | - | - |
| ---- | ---- | - | - | - | - | - | - | - |
| 453  | 476  | - | - | - | - | - | - | - |

## Culture locale et patrimoine

### Lieux et monuments
- L'église Saint-Martin, construite en 1786, a vu naître le fondateur des Petites Sœurs de l'Assomption, le Père Étienne Pernet.
- Chapelle de Sainte-Reine : elle aurait été construite à l'emplacement d'un temple de Taranis. C'était autrefois un lieu de pèlerinage ;
- Mairie ;
- Château de Vellexon  du XVIIIe siècle (vestiges) ;
- Lavoir à pilastres et fontaine sous pavillon  du XIXe siècle à Queutrey.

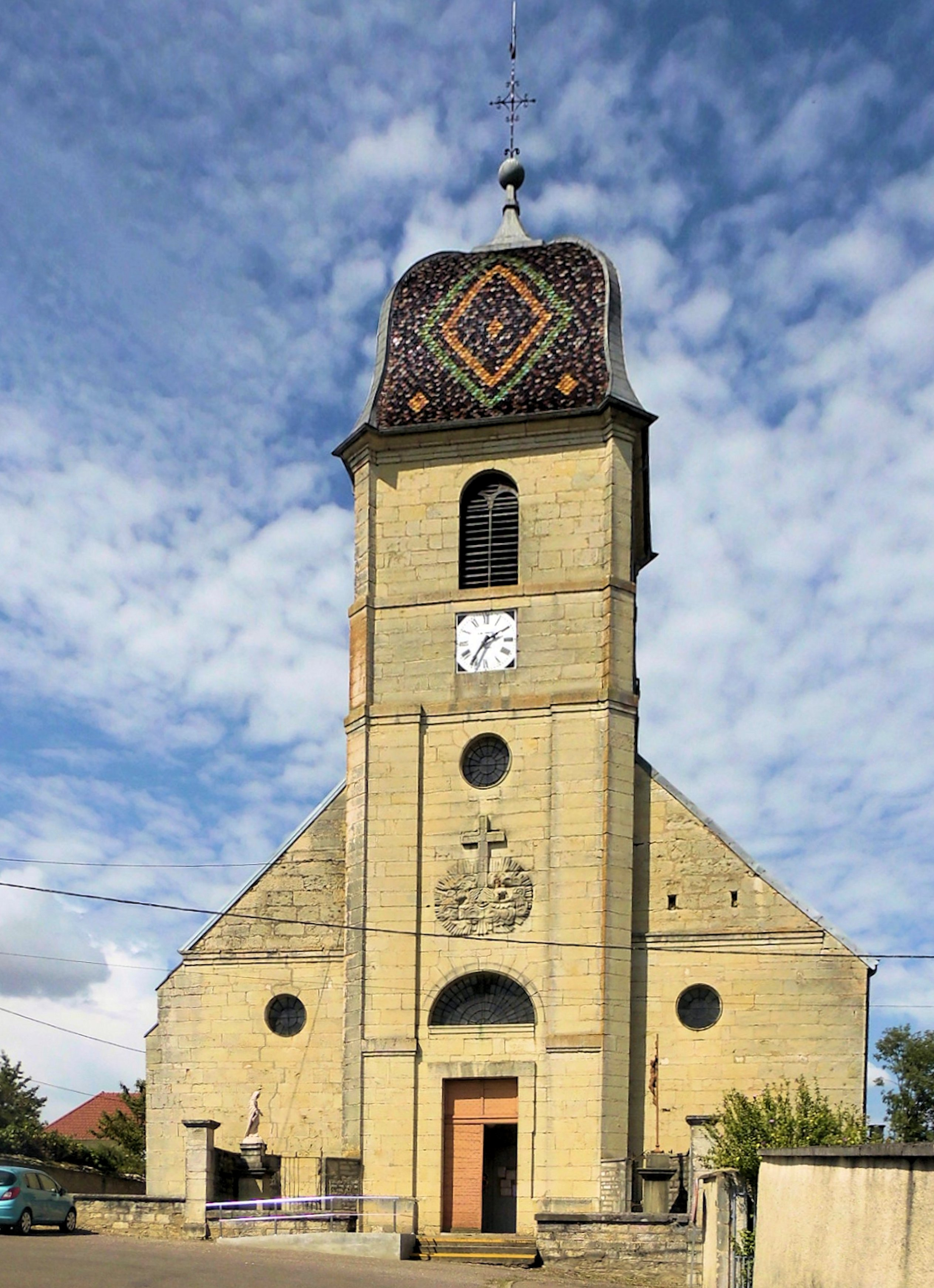
L'église Saint-Martin.
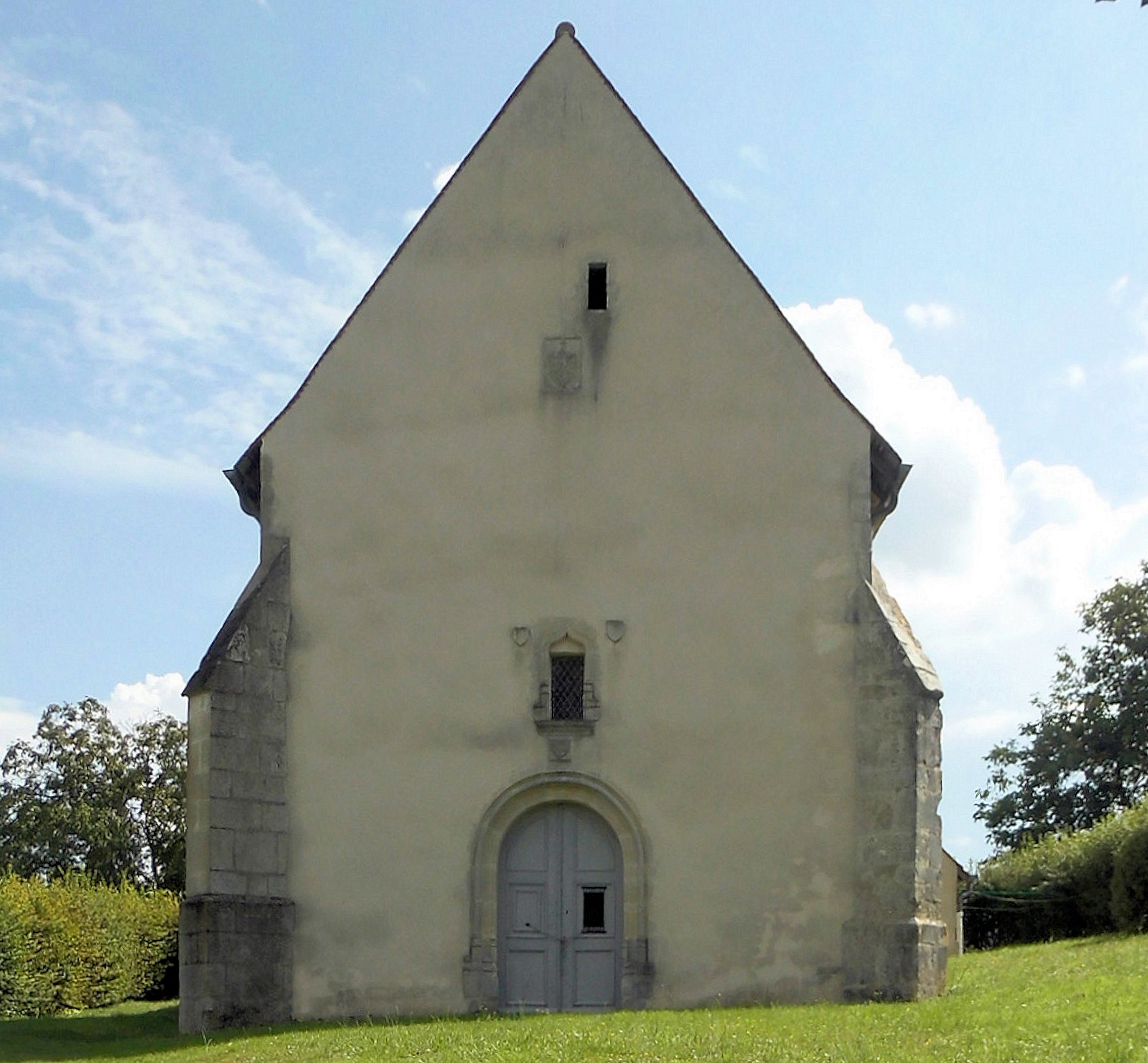
Chapelle Sainte-Reine-de-Queutrey.
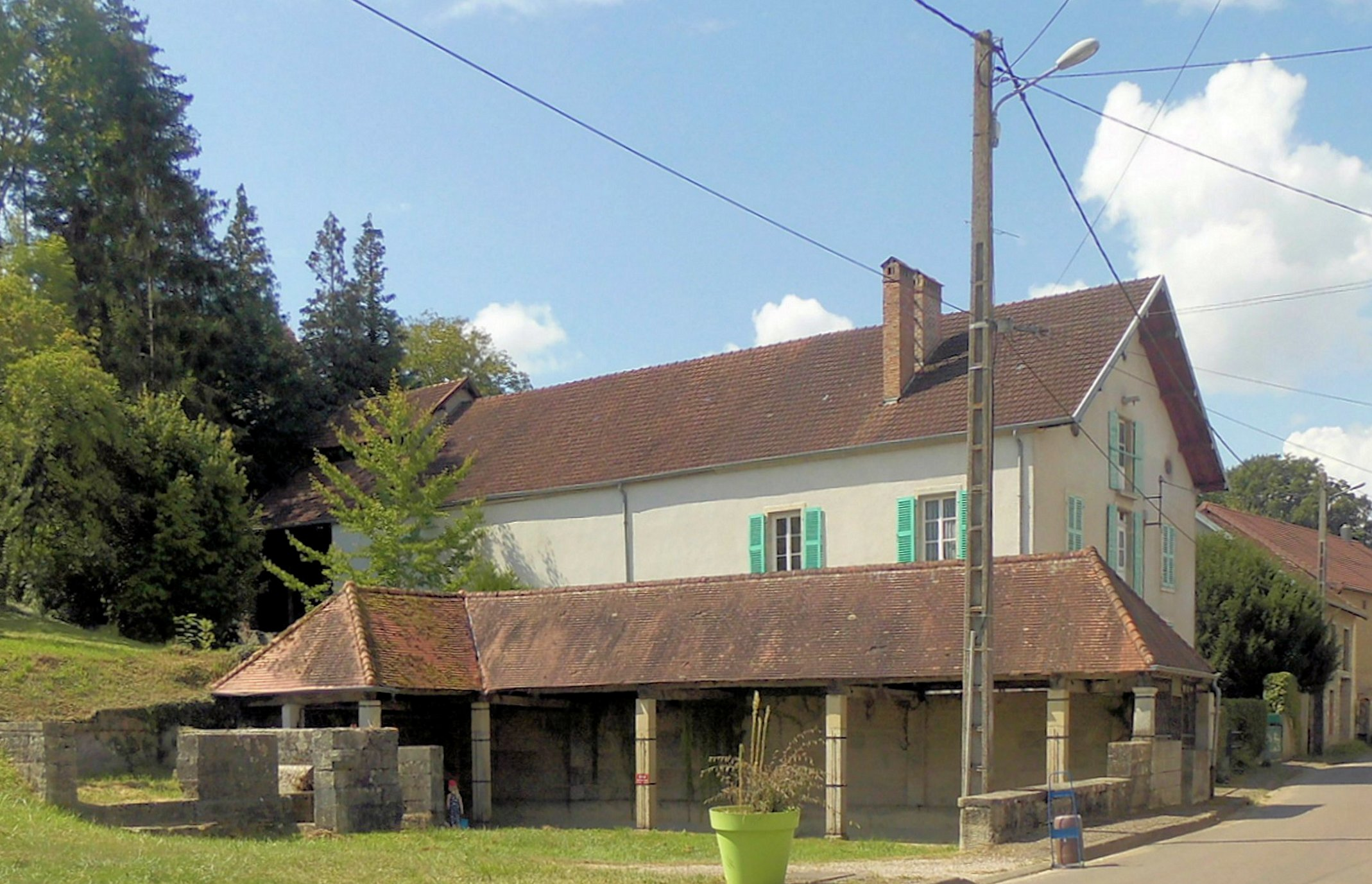
Lavoir au rue de la fontaine à Vellexon.
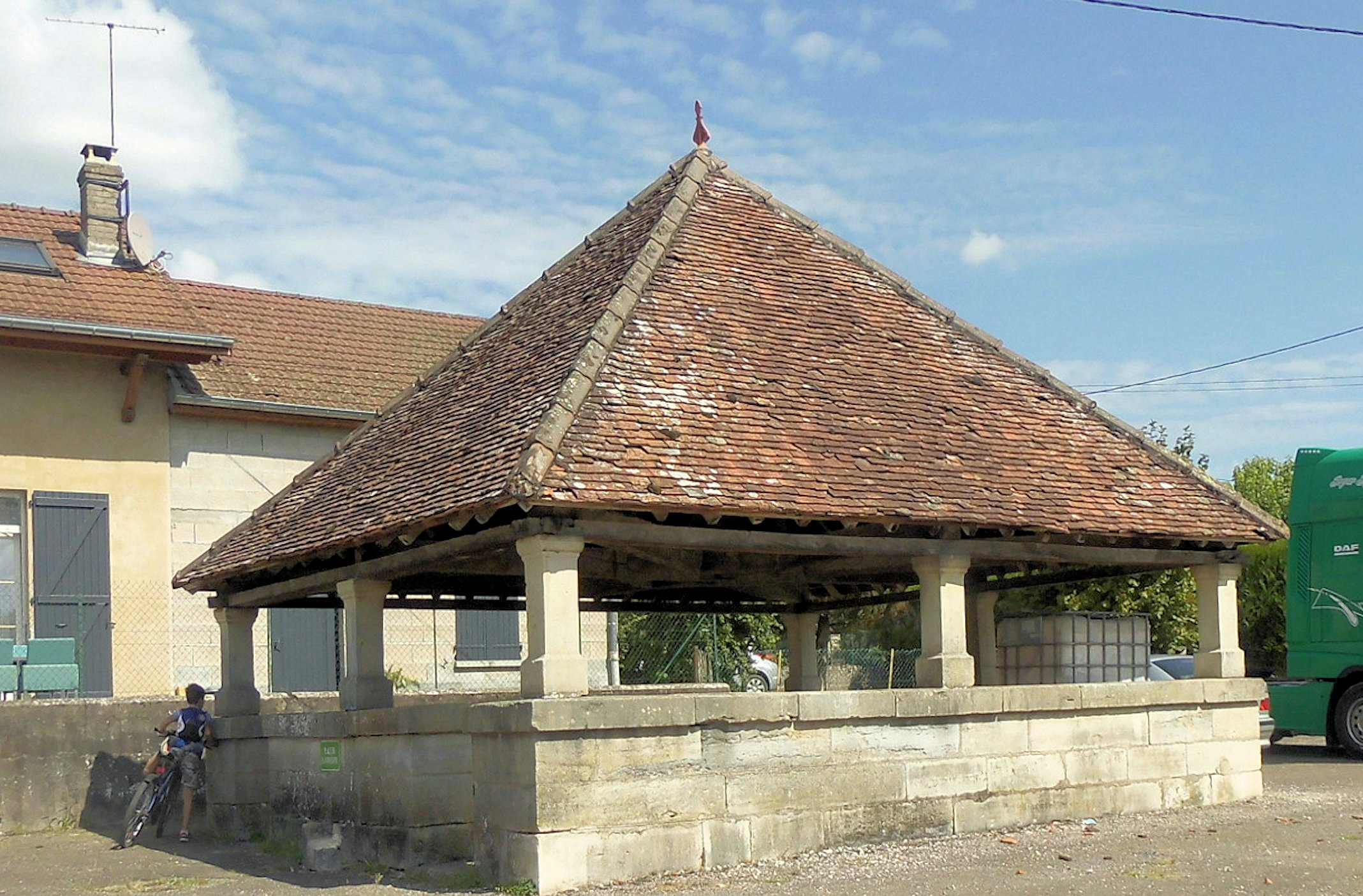
Lavoir de Queutrey.
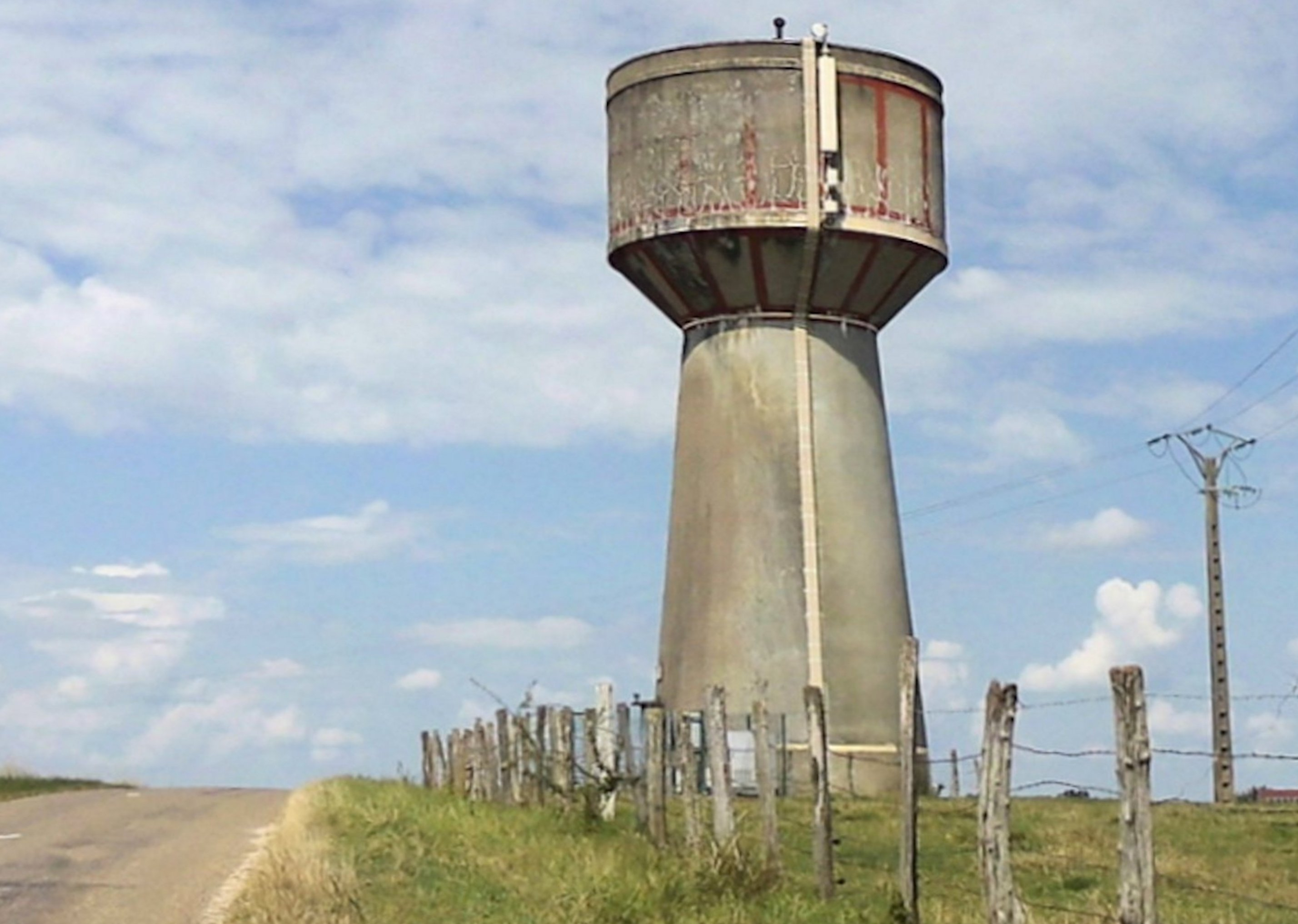
Le château d'eau.

### Personnalités liées à la commune
- François Petitjean (1741-1794), général des armées de la République y est né.
- Jean-François Crestin (1745-1830), homme politique né à Vellexon, membre de l'Assemblée législative (1791-1792).
- Élisabeth Le Michaud d'Arçon de Vaudey (1773-1863), connue sous le nom de baronne de Vaudey, maîtresse de Napoléon Ier, passa une partie de sa vie à Vaudey[réf. nécessaire].
- Antoine-Augustin Cournot (1801-1877), mathématicien et économiste, avait fait du château de Vellexon sa résidence de campagne[24].
- Étienne Pernet, né le 23 juillet 1824 à Vellexon, entré au petit séminaire de Luxeuil-les-Bains en 1840, au séminaire de Vesoul en 1842, avant le séminaire de théologie de Besançon. Il accepta un professorat à Dole, puis fut nommé professeur à Nîmes. Ordonné prêtre le 3 avril 1858, c'est en 1864 qu'il reçoit la pleine lumière de sa mission. Fondateur des Petites Sœurs de l'Assomption, décédé le 3 avril 1899 à Paris. Proclamé vénérable en 1982. Sa maison natale, une résidence de plusieurs logements, porte aujourd'hui son nom au centre de Vellexon.
- César Mammès (1902-1965), ancien maire, dirigeant de la savonnerie Sapoluxe et artiste peintre.